# 保内藩
保内藩（ほないはん）は、常陸国久慈郡（現在の茨城県久慈郡大子町保内）に存在した藩。

## 藩史
寛文元年（1661年）9月、水戸藩主徳川頼房の五男・松平頼隆は、兄で第2代藩主である徳川光圀から2万石の領地を分与され、保内藩が立藩した。頼隆は最初から藩政を行なっていたが、39年間における藩政であまり見るべき治績はない。
元禄13年（1700年）9月、幕府により領地を常陸国新治郡・茨城郡・行方郡や陸奥国岩瀬郡などに移されることで、頼隆は常陸府中藩に移封されることとなった。また、このときに頼隆は幕府から新たに2万石の所領を与えられたことになるので、水戸藩から与えられていた2万石は本家に返還し、廃藩となった。

## 歴代藩主

### 松平（水戸）（まつだいら（みと））家
親藩。2万石。
1. 頼隆（よりたか）【寛文元年9月藩主就任－元禄13年9月移封、廃藩】